# Ivo Steins
Ivo Steins (Voerendaal, 18 juli 1992) is Nederlandse handballer die uitkomt voor Limburg Lions. Tevens is hij sinds 2015 regelmatig actief voor het Nederlands handbalteam.

## Biografie
In 1997 begon Steins met handballen bij Gemini (V) en maakte op 14-jarige leeftijd de overstap naar Sittardia. Vervolgens volgde hij de jeugd-opleiding bij Limburg Lions en kwam in het eerste team terecht. Sindsdien heeft hij bij Limburg Lions 3 keer landskampioen geworden, 3 keer de beker gewonnen, 2 keer de Super Cup en 1 keer de BENE-League.
Op 10 juni 2015 maakte Steins zijn eerste A-interland tegen Kroatië. Ook was hij deel van de Nederlandse selectie die meedeed aan het EK 2020 en het EK 2022. Na het EK van 2022 beëindigde Steins zijn interlandcarrière.

## Privé
Zijn broer, Luc Steins, is tevens een handballer op hoog niveau. Samen hebben zij enkele jaren samen bij Limburg Lions gespeeld, waarbij ze ook verschillende prijzen wonnen.